# Biarque
Die Biarque ist ein kleiner Fluss im Zentralmassiv von Frankreich, der im Département Lot der Region Okzitanien südöstlich der Stadt Saint-Céré verläuft.

## Geografie

### Verlauf
Die Biarque entspringt im nördlichen Gemeindegebiet von Leyme, entwässert mit einem abfänglichen Haken nach Süd generell Richtung Nordost und mündet nach rund 16 Kilometern an der Gemeindegrenze von Ladirat und Saint-Paul-de-Vern als linker Nebenfluss in die Bave. 

### Orte am Fluss
(Reihenfolge in Fließrichtung)
- Courbou, Gemeinde Leyme
- Leyme
- Pécoutou, Gemeinde Molières
- Fenautrigues, Gemeinde Bannes
- Ladirat
- Estival, Gemeinde Saint-Paul-de-Vern
- Miaumard, Gemeinde Ladirat
- Malvy, Gemeinde Saint-Paul-de-Vern